# Xanthocyparis vietnamensis
Xanthocyparis vietnamensis ist eine Pflanzenart aus der Familie der Zypressengewächse (Cupressaceae). Sie wurde 1999 in Vietnam entdeckt. Sie zeichnet sich durch das gleichzeitige Vorkommen von Jugend- und Adult-Blättern am gleichen Zweig aus. Der wissenschaftliche Name bedeutet „Vietnamesische Goldzypresse“ und bezieht sich auf die Heimat der Art sowie auf die Farbe des Holzes.

## Merkmale

### Erscheinungsbild und Borke
Xanthocyparis vietnamensis ist ein kleiner bis mittelgroßer Baum, der Wuchshöhen von 10 bis 15 Meter erreicht. Der Stamm ist monopodial, drehrund und hat einen Durchmesser von bis zu 50 Zentimeter. Die Borke ist an Zweigen glatt und dünn, purpurn bis rotbraun, und blättert in dünnen Schuppen und Streifen ab. Am Stamm von größeren Bäumen wird die Borke weich und faserig, braun bis graubraun, und blättert in zahlreichen dünnen Streifen ab. Die Zweige sind lang und stehen etwa horizontal ab. Es gibt zahlreiche beblätterte Zweige, die in waagrechten, überlappenden Lagen stehen oder leicht nach unten hängen. Sie bilden bei jungen Bäumen eine pyramidenförmige Krone, die bei älteren Bäumen ausladend und unregelmäßig wird.

### Blätter
Die Blätter von adulten Bäumen sind vorwiegend die adulten Formen, es gibt aber an adulten Bäumen auch Jugend-Blätter und Übergangsformen.
Die Jugendblätter sind nadelförmig und stehen in Vierer-Wirteln an den Zweigen, gleichgestaltig, der freie, distale Teil steht im Winkel von 90° von der Achse ab und ist 15 bis 20 Millimeter lang, 1,5 bis 2 Millimeter breit. Der proximale, an der Achse herablaufende Teil ist rund 4 bis 5 Millimeter lang. Die Blätter sind linealisch, ganzrandig und verjüngen sich zu einer feinen Spitze. Die Spaltöffnungen befinden sich in zwei weißlichen Bändern an der Blattunterseite. In diesen Bändern bilden sie sechs bis sieben unregelmäßige Reihen parallel zu Blattachse. Übergangsblätter ähneln bereits den adulten Blättern, sind aber mit 5 bis 7 Millimeter länger, lanzettlich und stehen im 45°-Winkel ab. Die adulten Blätter sind schuppenförmig. Sie stehen kreuzgegenständig, laufen kurz an der Achse herab, und sind dachziegelig angeordnet. An den letzten und vorletzten Seitenzweigen sind sie 1,5 bis 3 Millimeter lang und 1 bis 1,3 Millimeter breit. Die seitlichen Blätter sind dabei etwas länger als die anderen. Letztere sind schmal oval-rhombisch, gekielt, angedrückt, ihr Rand ist gezähnelt bis ganzrandig zum spitzen bis zugespitzten Ende. Bei den seitlichen Blättern ist der proximale Teil herablaufend, der distale Teil steht im Winkel von 30° frei von der Achse ab, ist gerade bis sichelförmig. Der Blattrand ist gezähnelt, zum spitzen bis stechenden Ende hin ganzrandig. Die Spaltöffnungen der adulten Blätter sind unauffällig, vorwiegend auf der Blattoberseite und von einer Schicht Wachs bedeckt. Drüsen sind unauffällig und stehen vorwiegend in Vertiefungen unterhalb des gekielten distalen Teils der Blätter.

### Zapfen und Samen
Die männlichen, pollenbildenden Zapfen sind 2,5 bis 3,5 × 2 bis 2,5 Millimeter groß, oval bis rund, haben 10 bis 12 Mikrosporophylle von rund 1 × 1 Millimeter Größe. Deren Rand ist gezähnelt, die Spitze ist stachelspitzig. Sie sind grün und werden später gelb-braun. Jedes Mikrosporophyll trägt zwei große, kugelige, gelbe Mikrosporangien. Der Pollen ist kugelförmig.
Die weiblichen Zapfen stehen einzeln, seltener zu zweit oder dritt am äußeren Rand, oder nahe der Basis der mit adulten Blättern besetzten Zweige. Die Zapfen benötigen zwei Jahre bis zur Reife. Sie sind zunächst grün, später werden sie dunkel bis stumpf braun. Sie sind annähernd kugelig und offen 9 bis 11 × 10 bis 12 Millimeter groß. Manche verbleiben nach dem Samenausfall auf der Pflanze. Die Tragblatt-Schuppen-Komplexe stehen in zwei, selten drei kreuzgegenständigen Paaren. Selten gibt es unregelmäßige oder reduzierte Zapfen. Die Komplexe sind klappen- bis annähernd schildförmig. Das untere Paar ist länglich, dabei am distalen Ende am breitesten, der äußere Rand ist gerundet, aber unregelmäßig. Die äußere Oberfläche ist zunächst glatt, wird später runzelig oder radial gefurcht. Die Furchen gehen von einem deutlichen, 1 bis 2,5 Millimeter langen Umbo aus. Die innere Oberfläche des Komplexes ist rotbraun, die Samennarben sind weiß oder grau. Jedes fruchtbare Tragblatt besitzt ein bis drei Samenanlagen, bei sechs Schuppen pro Zapfen sind die beiden oberen steril. Es reifen maximal acht bis neun Samen pro Zapfen.
Die Samen sind eiförmig oder unregelmäßig gestaltet, abgeflacht und 4,5 bis 6 × 4 bis 5 Millimeter groß und 1,5 bis 2 Millimeter dick, dabei sind zwei seitliche Flügel eingerechnet. Der Samen ist hell- bis rotbraun, hat an der Basis ein weißes Hilum, an der Spitze ist häufig der Mikropylen-Schnabel erhalten. Die Samenflügel sind 0,5 bis 1 Millimeter breit, dünn, häutig und heller als der Samen.

## Verbreitung und Standorte
Xanthocyparis vietnamensis kommt sehr lokal im Norden Vietnams in der Provinz Hà Giang vor. Hier in den Bat Dai Son Bergen nahe der chinesischen Grenze gedeiht sie in Höhenlagen von 1060 bis 1180 Meter.
Sie wächst dort in gemischten Laub-Nadelbaum-Nebelwäldern. An Nadelbäumen kommen Amentotaxus argotaenia, Nageia wallichiana, Pseudotsuga sinensis, Podocarpus pilgeri und Taxus chinensis vor. Vorherrschende Laubbäume sind Arten der Gattungen Acer, Carpinus, Lithocarpus, Quercus und Ulmus, häufig sind auch Pistacia weinmannifolia und Platycarya strobilacea. In der zweiten Baumschicht sind besonders Elaeocarpus, Eriobotrya, Sorbus und Schefflera anzutreffen. Die Strauch- und Krautschicht ist sehr artenreich, in letzterer sind Orchideen sehr häufig, ebenso Farne und Moose.
Die Kalkstein-Bergrücken, auf denen Xanthocyparis vietnamensis wächst, sind stark erodiert. Zwischen marmor-ähnlichen, verwitterungsbeständigen Felsen befinden sich kleine erdgefüllte Taschen. Das Klima ist subtropisch, und während des Großteils des Jahres feucht bis nass. Die Jahresdurchschnittstemperatur liegt zwischen 14 und 18 °C, der Jahresniederschlag beträgt 2000 bis 2400 mm.

## Nutzung
Das Holz ist sehr hart, gelb-braun und duftend. Es ist von hoher Qualität, wird aber aufgrund mangelnder Transportmöglichkeiten nur lokal genutzt.

## Gefährdung
Xanthocyparis vietnamensis wurde kurz nach der Entdeckung als critically endangered eingestuft, dies wurde auch nach dem Auffinden neuer Populationen nicht geändert. Das Areal der Art wurde zunächst auf unter 10 km² geschätzt, es waren 2004 nur rund 560 Individuen bekannt. 2006 waren es knapp 15 km² und rund 600 Individuen. Gefährdung geht vor allem durch den Holzeinschlag aus. Rodung für die Landwirtschaft ist keine Gefahr, da die steilen Berggrate, auf denen die Art wächst, für die Landwirtschaft nicht geeignet sind.

## Geschichte
Die Art wurde 1999 entdeckt und zunächst ungültig als eine neue Art der Gattung Thuja beschrieben. 2002 wurde sie als neue Art und Gattung Xanthocyparis vietnamensis erstbeschrieben.

## Belege
- A. Farjon, Nguyen Tien Hiep, D. K. Harder, Phan Ke Loc, L. Averyanov: A New Genus and Species in Cupressaceae (Coniferales) from Northern Vietnam, Xanthocyparis vietnamensis. Novon, Band 12, 2002, S. 179–189.